# Teste de Bechdel
O teste de Bechdel pergunta/questiona se uma obra de ficção possui pelo menos duas mulheres que conversam entre si sobre algo que não seja um homem. Algumas vezes se adiciona a condição de que as duas mulheres tenham nomes. Muitas obras contemporâneas falham no teste, que, segundo a proposição, é um indicativo de preconceito de gênero. Em média, filmes que passaram no teste possuíam orçamento mais baixo que outros, mas um desempenho financeiro melhor ou equivalente. [carece de fontes?]
O teste recebe o nome em homenagem à cartunista norte-americana Alison Bechdel. Em 1985, uma personagem de seus quadrinhos Dykes to Watch Out For expressou a ideia, que a autora atribuiu a sua amiga Liz Wallace. O teste foi originalmente criado para avaliar filmes, mas é também aplicado para outras mídias. Também é conhecido como o teste de Bechdel/Wallace, a regra de Bechedel, a lei de Bechedel ou a Medida de Filme Mo (Mo Movie Measure).

## História
Em seu ensaio Um Teto Todo Seu (A Room of One’s Own), de 1929, Virginia Woolf observou na literatura de seu tempo o que o teste de Bechedel iria destacar na ficção mais recente:.

Todas essas relações entre mulheres, pensei, recordando rapidamente a esplêndida galeria de personagens femininas, são simples demais. Muita coisa foi deixada de fora, sem ser experimentada. E tentei recordar-me de algum caso, no curso de minha leitura, em que duas mulheres fossem representadas como amigas. [...] Vez por outra, são mães e filhas. Mas, quase sem exceção, elas são mostradas em suas relações com os homens. Era estranho pensar que todas as grandes mulheres da ficção, até a época de Jane Austen, eram não apenas vistas pelo outro sexo, como também vistas somente em relação ao outro sexo. E que parcela mínima da vida de uma mulher é isso! 
Em filmes, um estudo de representação de gêneros em 855 dos filmes mais bem sucedidos financeiramente nos Estados Unidos de 1950 a 2006 mostrou que há, em média, dois personagens do sexo masculino para cada personagem do sexo feminino, uma relação que se manteve estável ao longo do tempo. Personagens femininas foram retratadas como estando envolvidas com sexo duas vezes mais frequentemente que personagens masculinos, e a proporção de cenas com conteúdo explicitamente sexual aumentou ao longo do tempo. A violência aumentou da mesma forma para personagens masculinos e femininos ao longo do tempo.

## O teste de Bechdel
O que é agora conhecido como o teste de Bechdel foi introduzido na história em quadrinhos Dykes to Watch Out For de Alison Bechdel. Em uma tira de 1985 chamada "A regra", uma personagem feminina sem nome diz que ela só assiste a um filme se ele satisfizer os seguintes requisitos:
1. Deve ter pelo menos duas mulheres.
2. Elas conversam uma com a outra
3. Sobre alguma coisa que não seja um homem.[7][8]

A autora creditou a ideia do teste a uma amiga e parceira de treinos de karate, Liz Wallace. Mais tarde ela escreveu que estava certa de que Wallace foi inspirada pelo ensaio “Um Teto Todo Seu” de Virginia Woolf, reproduzido em parte acima.
O teste, que foi descrito como “um padrão pelo qual críticas feministas julgam a televisão, filmes, livros e outras mídias”, tornou-se assunto da grande mídia em 2010. Em 2013, um jornal online descreveu o teste como “quase uma frase familiar, uma abreviação comum que detecta se um filme é amigável às mulheres”, e o fracasso de grandes produções de Hollywood como “O Círculo de Fogo” (Pacific Rim) (2013) no teste foi profundamente abordado pela mídia. Segundo Neda Ulaby, o teste ainda ressoa porque “ele articula algo que frequentemente falta na cultura popular: não o número de mulheres que vemos na tela, mas a profundidade de suas histórias, e sua gama de interesses”.
Em 2013, quatro cinemas suecos e o canal de TV a cabo escandinavo Viasat Film incorporaram o teste de Bechdel em algumas de suas avaliações, uma ação que recebeu o apoio do Instituto de Cinema da Suécia.
Diversas variações do teste tem sido propostas – por exemplo, que as duas mulheres devem ter nomes, ou que a conversa deve ter pelo menos 60 segundos.

## Aplicações

### Proporções de aprovação e reprovação
Apenas uma pequena parcela de filmes passam no teste de Bechdel, de acordo com o escritor Charles Stross  e diretor de cinema Jason Reitman. De acordo com Mark Harris da Entertainment Weekly, se passar no teste fosse obrigatório, metade dos indicados em 2009 ao Oscar de melhor filme estariam ameaçados. O site de notícias Vocativ, quando submeteu os filmes de melhor bilheteria de 2013 ao teste de Bechdel, concluiu que cerca de metade deles passou no teste (embora de forma duvidosa) e a outra metade falhou.
Stross percebeu que aproximadamente metade dos filmes que passam no teste, somente passaram porque as mulheres conversam sobre casamento ou bebês. Algumas obras que falham no teste incluem aquelas que são principalmente sobre mulheres ou destinadas a elas, ou que apresentam personagens femininas de destaque. A série de televisão Sex and the City destaca seu próprio fracasso em passar no teste ao mostrar uma de suas personagens principais perguntando: “Como explicar que quatro mulheres inteligentes não tenham nada para falar que não seja sobre namorados? É como se fossemos garotas da sétima série com contas bancárias!”.
O site bechdeltest.com é uma base de dados editada pelo usuário com cerca de 4.500 filmes, mostrando os que passam ou não no teste, com o requerimento adicional de que as mulheres devem ser personagens com nomes. Em novembro de 2013, 56% dos filmes listados passavam nos três requisitos do teste, 11% falhavam em um (a conversa entre as mulheres era sobre homens), 23% falhavam em dois (as mulheres não falavam entre si), e 10% falhavam em todos os requerimentos do teste (não havia duas personagens femininas com nomes).
Além de filmes, o teste tem sido aplicado em outras mídias, como vídeo games  e quadrinhos.

### Aspectos financeiros
Os autores de Vocativ também observaram que os filmes que passavam no teste arrecadaram um total de $4.22 bilhões nos Estados Unidos, enquanto aqueles que não passavam no teste arrecadaram $2.66 bilhões no total, levando-os à conclusão de que “colocar mais mulheres na tela” é uma maneira de Hollywood lucrar mais.  Um estudo de 2014 conduzido por FiveThirtyEight, baseado em dados de aproximadamente 1.615 filmes lançados de 1990 a 2013 concluiu que o orçamento mediano de filmes que passaram no teste era 35% menor do que dos outros filmes. Também constatou que filmes que passaram no teste tinham cerca de 37% maior retorno sobre o investimento (ROI) nos Estados Unidos, e o mesmo ROI internacionalmente, em comparação com filmes que não passaram no teste.

### Explicações
A relativa falta de diversidade entre os roteiristas e outros profissionais do meio cinematográfico é uma das razões apontadas para explicar por que relativamente poucos filmes passam no teste. Em 2012, somente um em cada seis dos diretores, escritores e produtores por trás dos mais de 100 filmes de sucesso comercial nos Estados Unidos eram mulheres.  Suposições dos profissionais sobre as preferências da audiência também podem ser relevantes: uma estudante de roteiro da Universidade da Califórnia, em Los Angeles, escreveu em 2008 que seus professores disseram a ela que o público “queria apenas protagonistas homens, brancos e heterossexuais” e não “um bando de mulheres conversando sobre o que quer que seja que mulheres conversam”, citando um homem profissional da indústria cinematográfica.

### Limitações e criticismo
O teste de Bechdel indica se mulheres estão presentes em uma obra fictícia somente até certo ponto. Uma obra pode passar no teste e ainda conter conteúdo sexista, e mesmo com personagens femininas de destaque pode falhar no teste. Uma obra pode falhar no teste por razões não relacionadas ao preconceito de gênero como, por exemplo, porque sua configuração é contra a inclusão de mulheres (e.g. O Nome da Rosa de Umberto Eco, situado em um monastério medieval). Por estes motivos, o crítico de cinema Robbie Collin, do jornal The Daily Telegraph, critica o teste como um rótulo premiador que confere status a uma obra com pouca análise ou apreciação", e sugere que o problema subjacente da falta de personagens femininas bem desenvolvidas no cinema deveria ser o tópico de discussão, ao invés do sucesso ou fracasso dos filmes em passar no teste de Bechdel. O escritor de FiveThirtyEight’s Walt Hickey percebeu que o teste não mede se um filme é um bom modelo de igualdade de gênero, e que passar no teste não garante a qualidade da escrita, do significado e da profundidade dos papéis femininos. No entanto, ele escreveu que “é o melhor teste de igualdade de gênero no cinema que temos – e, talvez mais importante para a nossa proposta, o único teste sobre o qual temos dados”.
Em uma tentativa de analisar quantitativamente o quanto as obras passam ou não no teste, pelo menos um pesquisador, Faith Lawrence, observou que os resultados dependem de quão rigorosamente o teste é aplicado. Uma das questões decorrentes da sua aplicação é se a referência a um homem em qualquer momento da conversa, que também abrange outros assuntos, invalidaria toda a troca de informações. Se não, fica a questão de como definir o início e o fim da conversa.
Nina Power escreveu que o teste levanta questões de saber se a ficção tem o dever de representar mulheres (ao invés de seguir quaisquer que sejam os próprios planos do criador) e de ser “realística” na representação de mulheres. Ela também escreveu que restava ser determinado com que frequência a vida real passa no teste de Bechdel, e qual poderia ser a influência da ficção nisso.

## Testes derivados
O teste de Bechdel inspirou a criação de critérios relacionados ao gênero para avaliar obras fictícias e não-fictícias,

### Teste Russo
Em 2013 a organização de mídia lésbica, gay, bissexual e transgênero (LGBT) GLAAD introduziu o “Teste Vito Russo”, com a intenção de analisar a representação de personagens LGBT em filmes. Inspirado no teste de Bechdel, recebeu o nome do historiador de cinema Vito Russo, ele abrange três critérios:
1. O filme contém um personagem que é identificado como lésbica, gay, bissexual e/ou transgênero
2. O personagem não deve ser exclusiva ou predominantemente definido pela sua orientação sexual ou identidade de gênero
3. O personagem deve estar vinculado na trama de tal forma que sua remoção teria um efeito significativo.

### Teste de Finkbeiner
O teste de Bechdel também inspirou o teste de Finkbeiner, uma lista de itens para ajudar jornalistas a evitar o preconceito de gênero em artigos sobre mulheres na ciência.